# Catedral Nacional de Washington

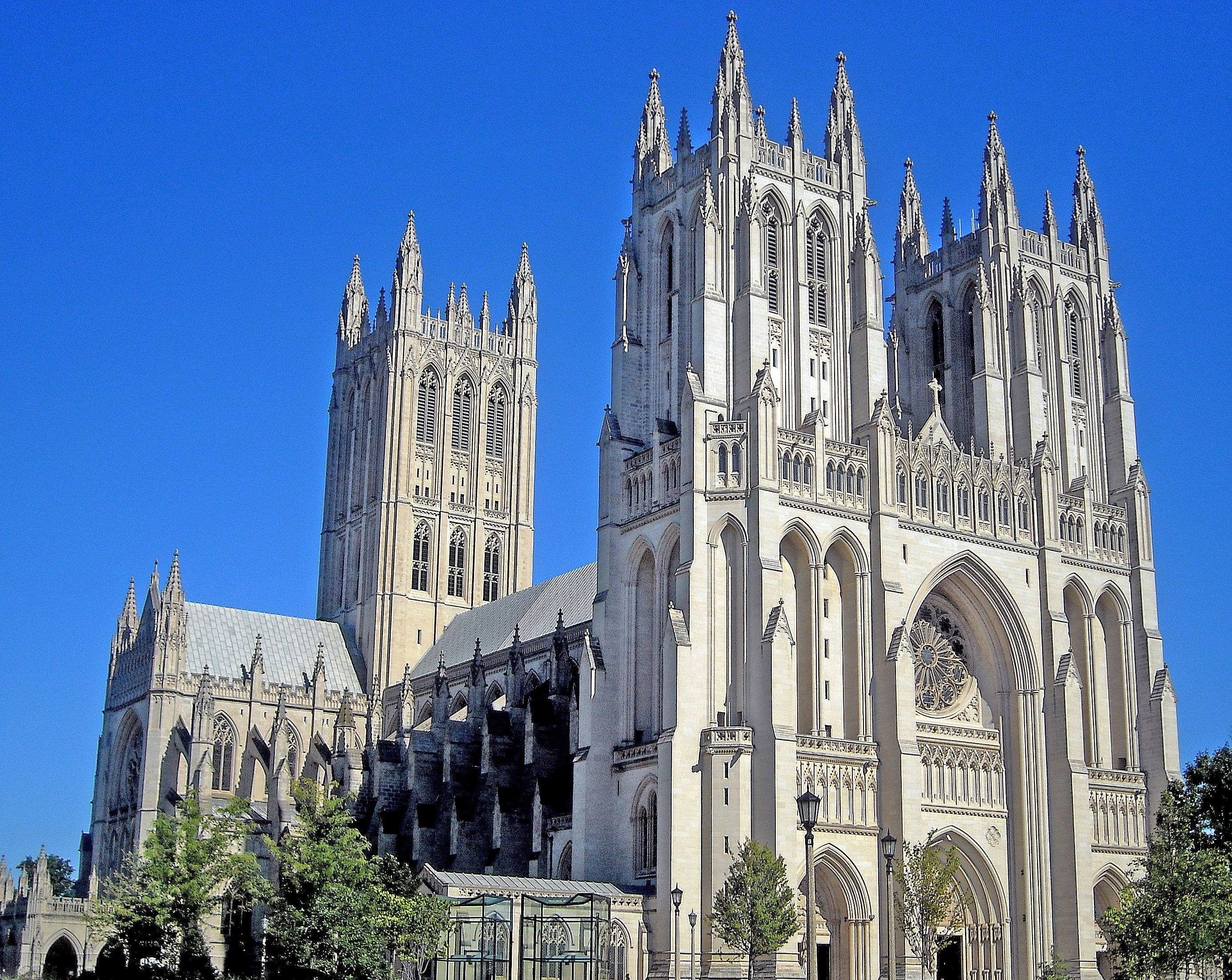
Vista en escorzo de la catedral nacional de Washington

La Catedral de San Pedro y San Pablo en la ciudad y diócesis de Washington D. C., conocida mundialmente como la Catedral Nacional de Washington, es una importante catedral neogótica perteneciente a la Iglesia Episcopal en los Estados Unidos de América. Está inscrita como un monumento en el Registro Nacional de Lugares Históricos y es designada como "La Casa Nacional de Oración" del país. 

## Características
Se encuentra en el área Noroeste de Washington en la esquina de las avenidas Massachusetts y Wisconsin. Es la sexta catedral más grande del mundo, y la segunda más grande de Estados Unidos.[cita requerida] Está afiliada con el gobierno por una «carta» del Congreso, firmada el 6 de enero de 1893, pero no recibe fondos de la ciudad o del gobierno federal. La Asociación de la Catedral Nacional reúne dinero para la iglesia. Se comenzó su construcción en 1907 y el primer ladrillo fue puesto en presencia del Presidente Theodore Roosevelt. La construcción de la iglesia duró 83 años y el último pedazo fue puesto en presencia del presidente George H. W. Bush en 1990. Hay una gárgola con el casco de Darth Vader en la torre noreste de la iglesia. De las arcadas cuelgan las banderas de los 50 estados.
El 23 de agosto de 2011 un terremoto de 5,8 en la escala de Richter sacudió la costa este de Estados Unidos teniendo su epicentro en el estado de Virginia. El terremoto se sintió especialmente en Washington, en donde la Catedral Nacional sufrió daños con la rotura de tres pináculos de la torre central. Las reparaciones se espera que cuesten millones y tardarán varios años en completarse.
Sus vidrieras se hallan inspiradas en las de la Catedral de León, habiendo aportado incluso un donativo para la restauración de la cubierta de la Pulchra Leonina tras un incendio el 29 de mayo de 1966.

## Casa Nacional de Oración
La Catedral Nacional de Washington es conocida como la casa de Oración del pueblo estadounidense y ha visto varias liturgias y ceremonias de todas las religiones. En tiempos de la Segunda Guerra Mundial, se realizaba un servicio mensual «en nombre del pueblo unido en tiempos de emergencias».

### Eventos
Varios eventos a nivel nacional han sido celebrados por el pueblo estadounidense en este lugar a través de los años, incluyendo el funeral de Estado de los expresidentes Dwight Eisenhower, Ronald Reagan, Gerald Ford y George H. W. Bush, así como los servicios memoriales a las víctimas de los atentados del 11 de septiembre de 2001 y del expresidente Harry Truman.
El 1.° de septiembre de 2018, se reunieron familiares, amigos, colegas y otros invitados a darle el adiós al fallecido senador John McCain.

## Datos
- Nombre: Catedral Nacional de Washington; Iglesia Catedral de San Pedro y San Pablo.
- Tipo: Catedral .
- Fe: Episcopal.
- Fechas: Construida 1907-1990.
- Arquitectura: Neogótico.
- Tamaño: Área: 6967.5 m²; Largo: 160.02 metros; Ancho 45.54 metros.
- Altura: 91.7 metros.
- Ubicación: Massachusetts y Wisconsin Aves. NW, Washington D. C., USA.
- Metro: Cleveland Park o Tenleytown.

## Fotos

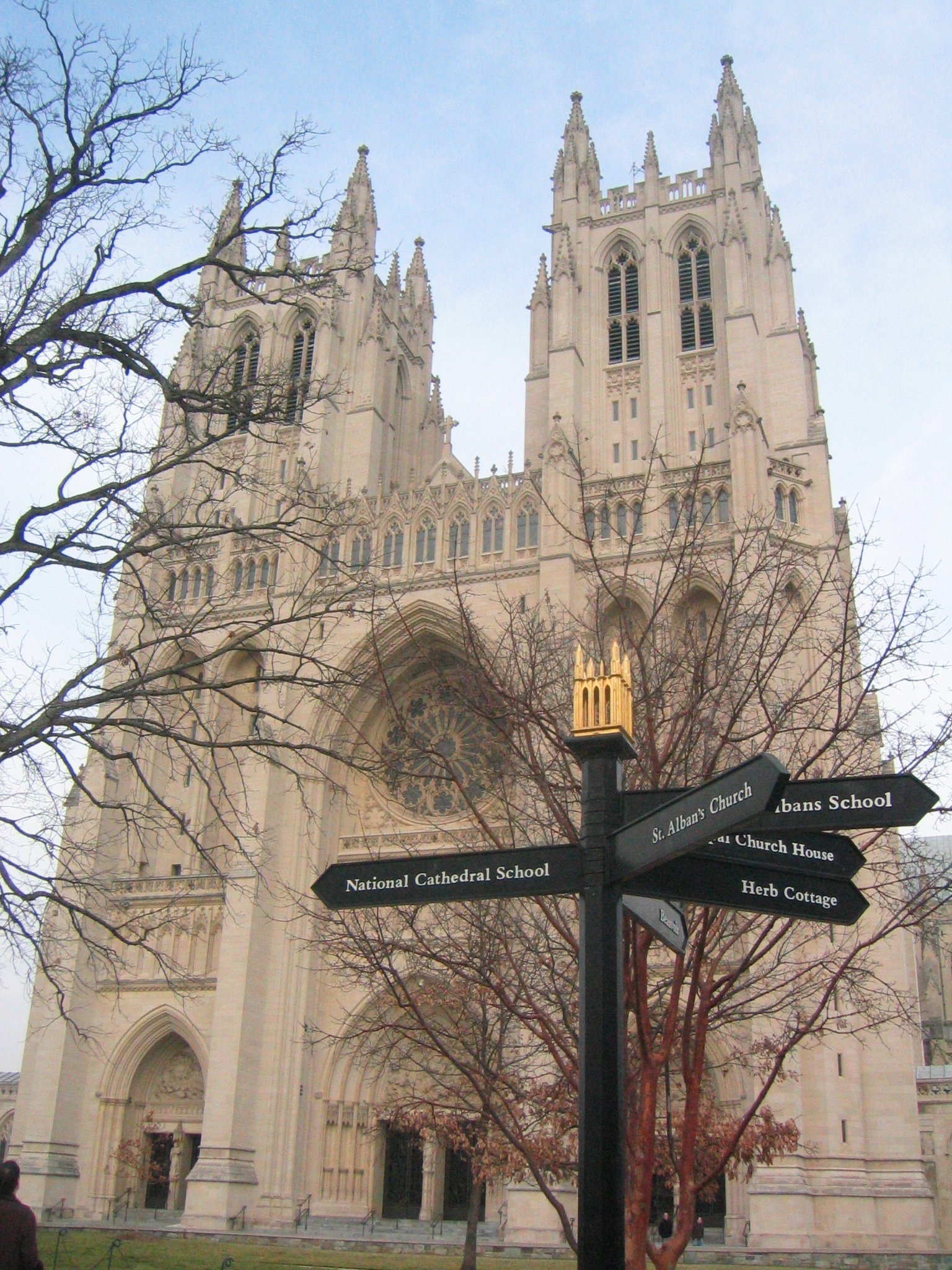
Fachada de la Catedral Nacional de Washington (The Washington National Cathedral).
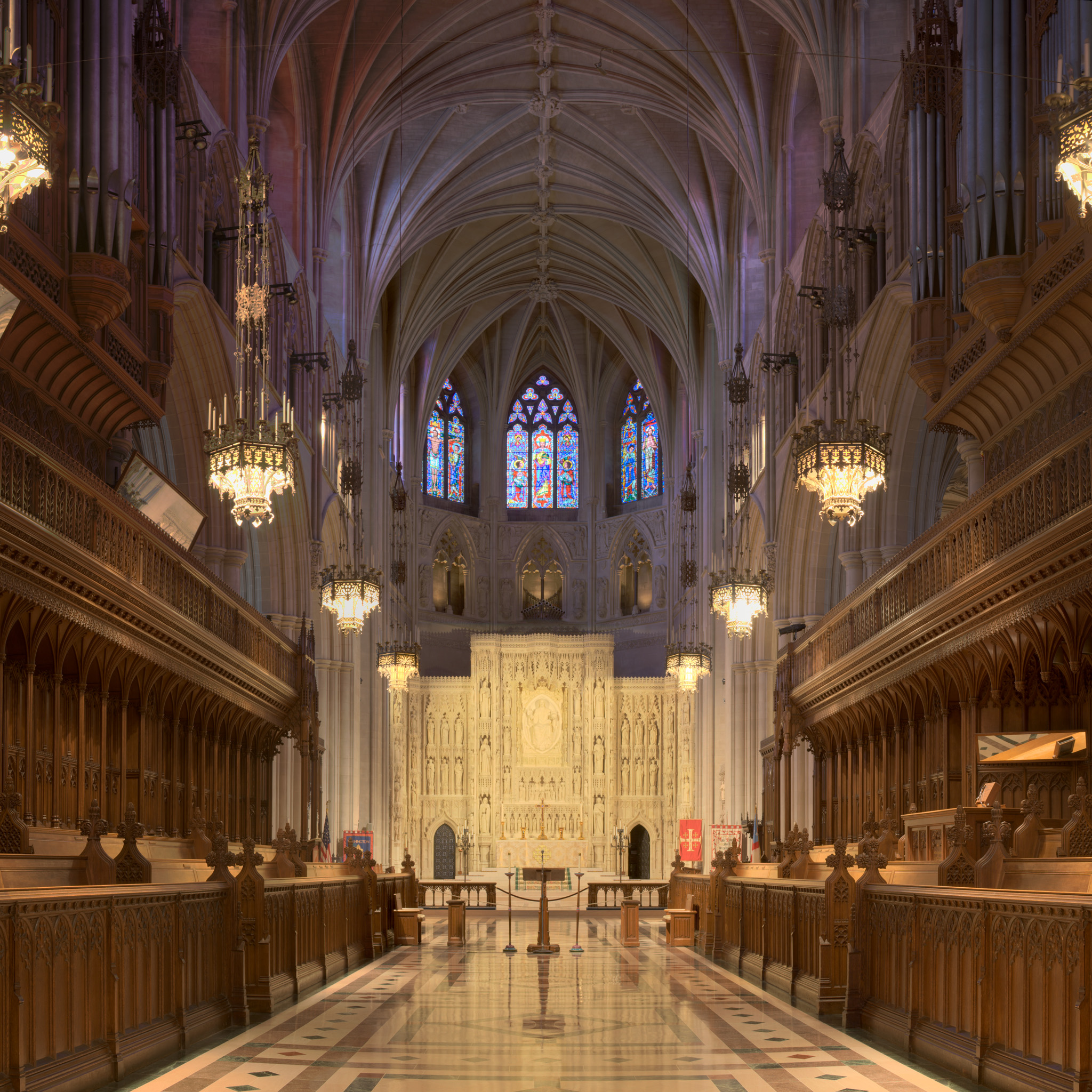
Fotografía HDR de la Catedral Nacional de Washington.
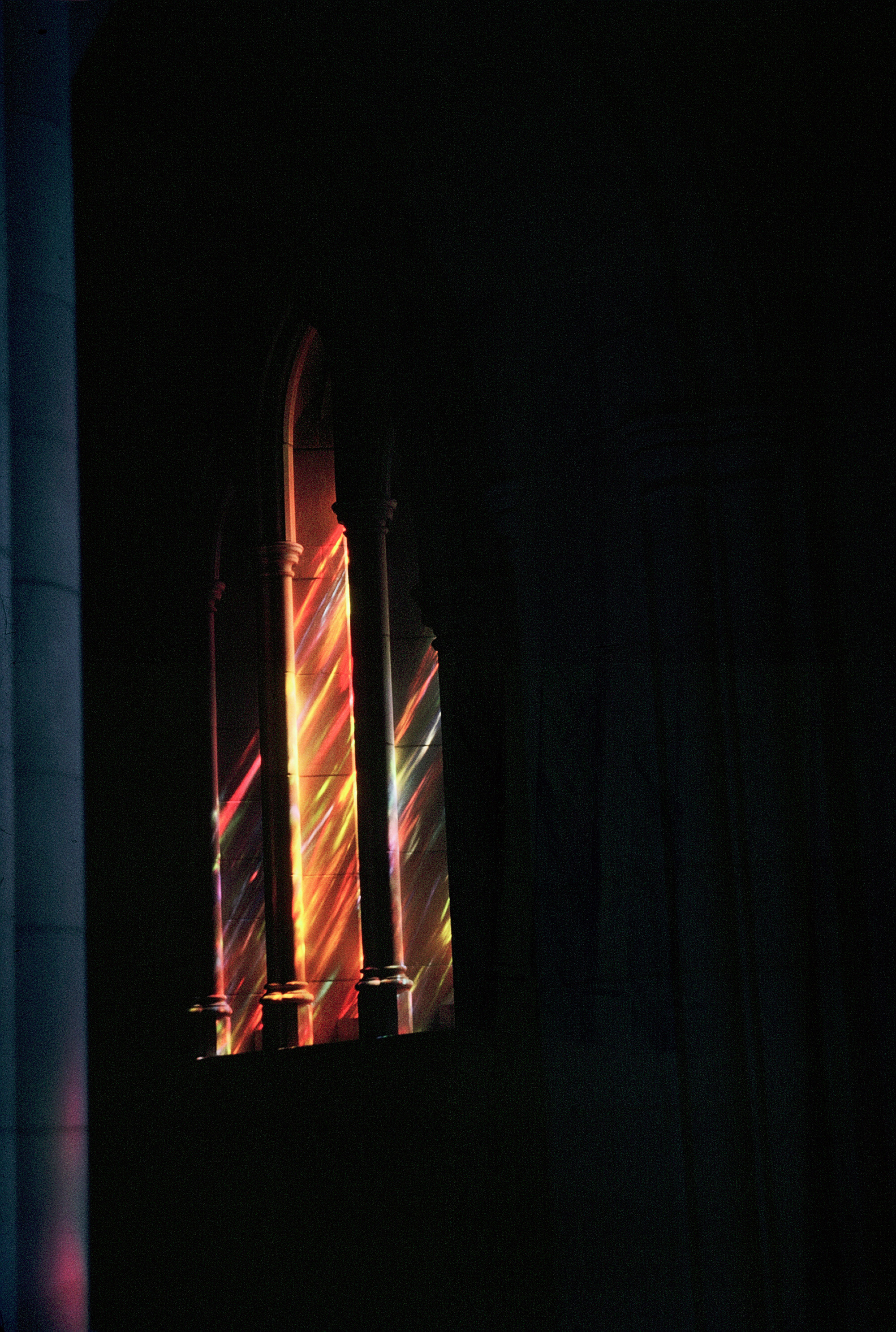
Catedral Nacional de Washington. Refracción de la luz a través de los vitrales.